# Liste der Biografien/Gel
Liste der Biografien |
Portal Biografien |
Personensuche
# |
A |
B |
C |
D |
E |
F |
G |
H |
I |
J |
K |
L |
M |
N |
O |
P |
Q |
R |
S |
T |
U |
V |
W |
X |
Y |
Z |
?
 
Ga |
Gb |
Gc |
Gd |
Ge |
Gf |
Gh |
Gi |
Gj |
Gk |
Gl |
Gm |
Gn |
Go |
Gp |
Gq |
Gr |
Gs |
Gu |
Gv |
Gw |
Gy |
Gz
 
Gea |
Geb |
Gec |
Ged |
Gee |
Gef |
Geg |
Geh |
Gei |
Gej |
Gek |
Gel |
Gem |
Gen |
Geo |
Gep |
Ger |
Ges |
Get |
Geu |
Gev |
Gew |
Gex |
Gey |
Gez
Die Liste der Biografien führt alle Personen auf, die in der deutschsprachigen Wikipedia einen Artikel haben. Dieses ist eine Teilliste mit 415 Einträgen von Personen, deren Namen mit den Buchstaben „Gel“ beginnt.

## Gel
- Gel, František (1901–1972), tschechischer Journalist, Rundfunkmoderator, Schriftsteller und Übersetzer

### Gela
- Gela-Maler, attischer Vasenmaler des schwarzfigurigen Stils
- Gelabale, Mickaël (* 1983), französischer Basketballspieler
- Gelabert, Antoni (1877–1932), mallorquinischer Maler
- Gelabert, Antonio (1921–1956), spanischer Radrennfahrer
- Gelabert, Cesc (* 1953), spanischer Choreograf und Tänzer
- Gelabert, Damien (* 1993), andorranischer Tennisspieler
- Gelabert, Marcos (* 1981), argentinischer Fußballspieler
- Geladse, Ketewan (1855–1937), Mutter StalinsKetewan Geladse (1855–1937)

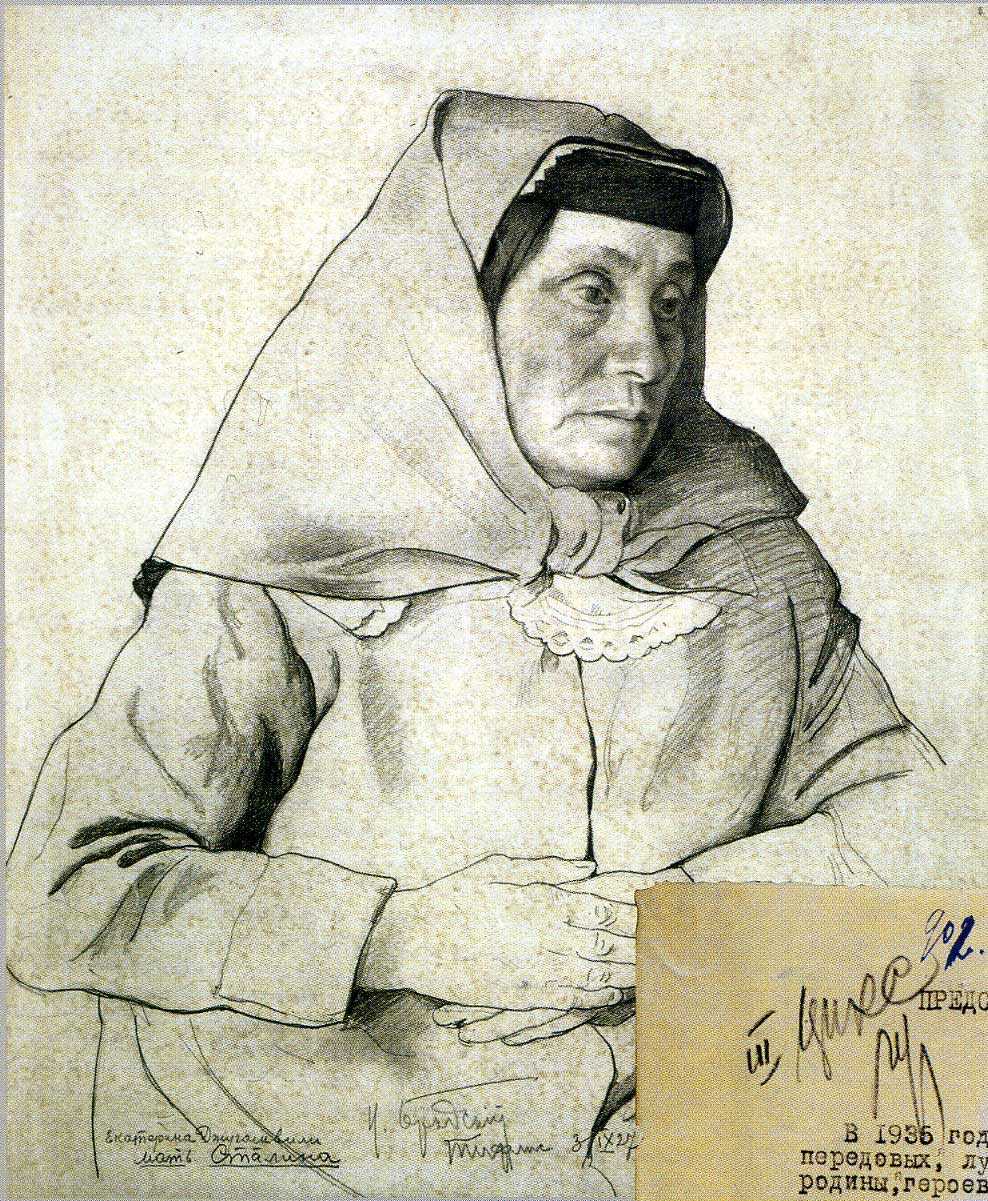
Ketewan Geladse (1855–1937)

- Gelael, Sean (* 1996), indonesischer Automobilrennfahrer
- Gelain, Henrique (1910–1993), brasilianischer Geistlicher und römisch-katholischer Bischof von Vacaria
- Gelalian, Boghos (1922–2011), armenischer Pianist, Komponist und Musikpädagoge
- Gelan, Ludwig (1788–1864), kurhessischer Offizier und Abgeordneter
- Gelana, Teshome (* 1985), äthiopischer Marathonläufer
- Gelana, Tiki (* 1987), äthiopische Langstreckenläuferin
- Gelant, Elroy (* 1986), südafrikanischer Leichtathlet
- Gelant, Warrick (* 1995), südafrikanischer Rugby-Union-Spieler
- Gélas de Voisins d’Ambres, Daniel François de († 1762), französischer Militär, Diplomat, Marschall von Frankreich
- Gélas, Lucien (* 1873), französischer Gitarrist, Komponist und Musikpädagoge
- Gelaschwili, Georgi Kakojewitsch (* 1983), russischer Eishockeytorwart
- Gelaschwili, Naira (* 1947), georgische Autorin und Übersetzerin
- Gelaschwili, Nikolos (* 1985), georgischer Fußballspieler
- Gelasios von Kyzikos, Autor einer spätantiken Kirchengeschichte
- Gelasius, antiker römischer Vergolder
- Gelasius I., Patriarch von Rom (492–496)Gelasius I.

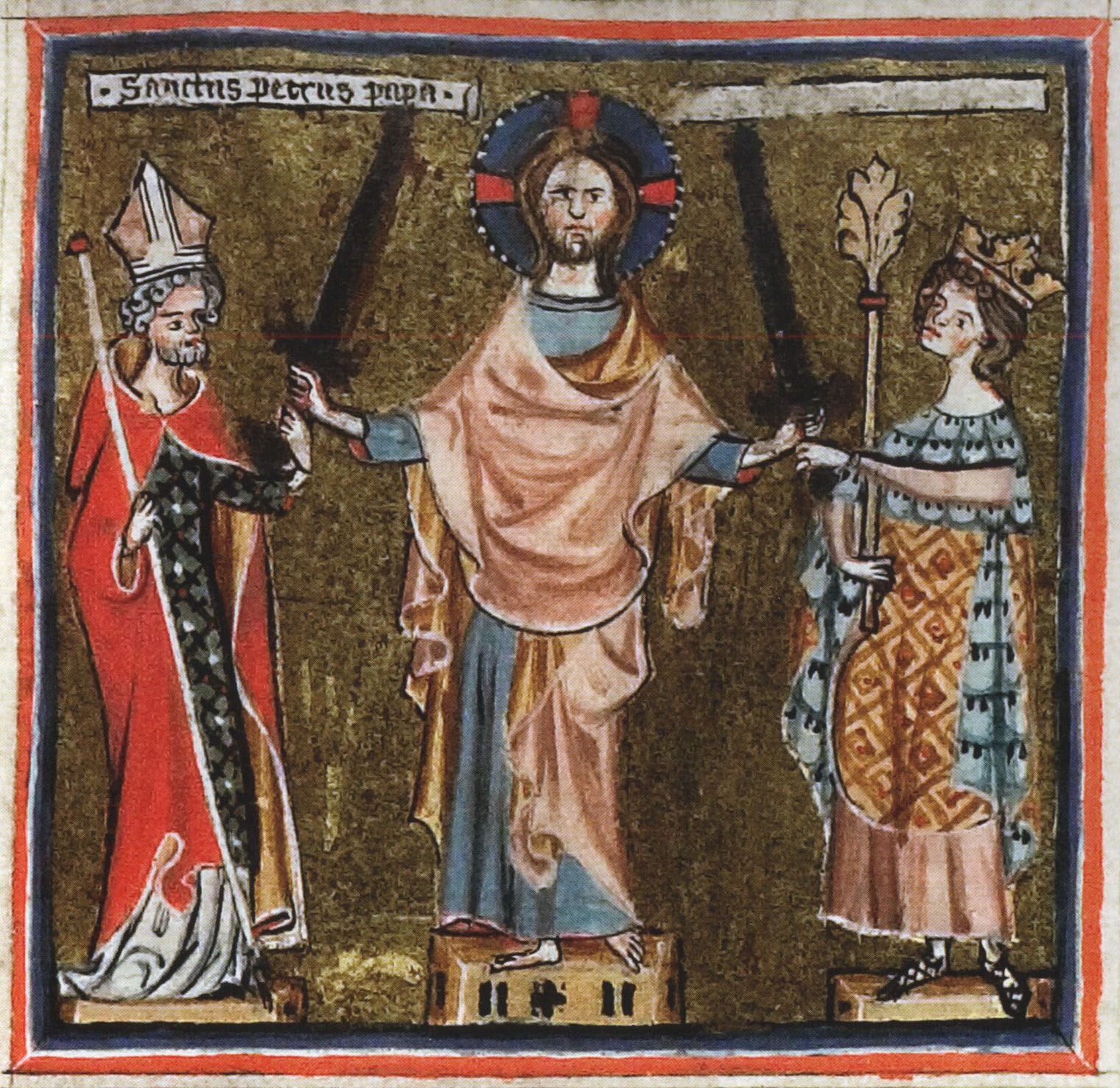
Gelasius I.

- Gelasius II. († 1119), Papst (1118–1119)

### Gelb
- Gelb, Adhémar (1887–1936), deutscher Psychologe
- Gelb, Berthwin Philibert (1913–1945), deutscher Schulbruder und Märtyrer
- Gelb, David (* 1983), US-amerikanischer Regisseur
- Gelb, Eva (1946–2024), deutsche Schauspielerin, Hörspiel- und Synchronsprecherin
- Gelb, Franz (1890–1948), deutscher Bildhauer
- Gelb, Howe (* 1956), US-amerikanischer Country-Musiker
- Gelb, Ignace (1907–1985), polnisch-US-amerikanischer Altorientalist und Hochschullehrer
- Gelb, Leslie H. (1937–2019), US-amerikanischer Politikwissenschaftler und Hochschullehrer
- Gelbakhiani, Levan (* 1997), georgischer Schauspieler und Tänzer
- Gelband, Henry (* 1936), US-amerikanischer Arzt, Pädiater und Hochschullehrer
- Gelbard, Jerzy (1894–1944), polnischer Architekt, Zeichner und Maler
- Gelbard, Robert S. (* 1944), US-amerikanischer Diplomat, Botschafter in Bolivien und Indonesien sowie Assistant Secretary of State
- Gelbard, Rudolf (1930–2018), österreichischer Holocaust-ÜberlebenderRudolf Gelbard (1930–2018)

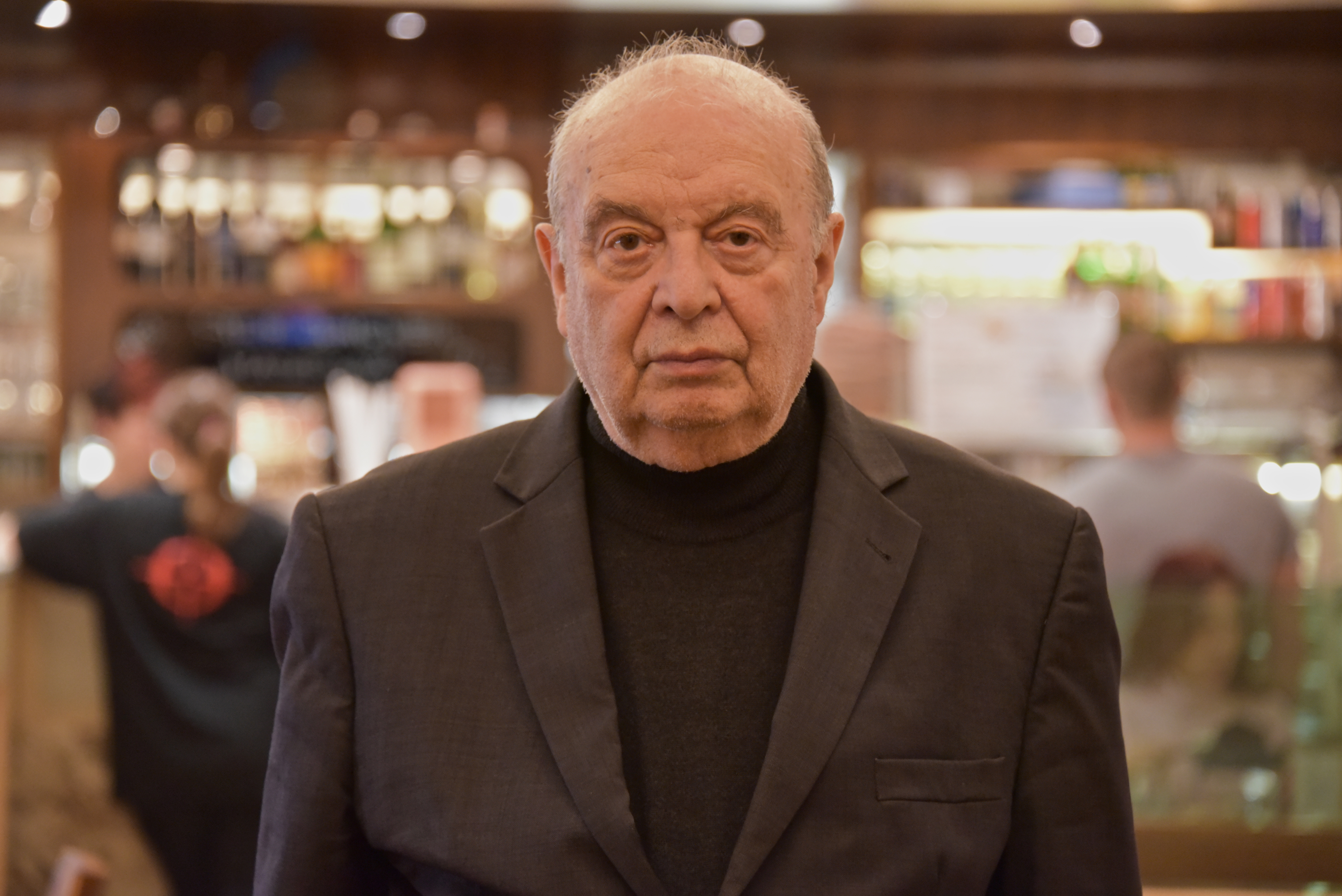
Rudolf Gelbard (1930–2018)

- Gelbart, Eduard (1878–1948), deutscher Organist, Pianist, Musikpädagoge und Komponist
- Gelbart, Larry (1928–2009), US-amerikanischer Drehbuchautor und Regisseur
- Gelbart, Nathan (* 1966), deutscher Rechtsanwalt und jüdischer Funktionär
- Gelbart, Petra (* 1978), tschechische Menschenrechtsaktivistin
- Gelbart, Stephen (* 1946), israelisch-US-amerikanischer Mathematiker
- Gelbcke, Ferdinand Adolf (1812–1892), deutsch-russischer Pädagoge, Schriftsteller und Komponist
- Gelbcke, Friedrich (1842–1922), deutsch-russischer Lehrer
- Gelbe, Robert Hermann (1835–1873), deutscher Lehrer und Autor
- Gelber, Adolf (1856–1923), österreichischer Journalist und Schriftsteller
- Gelber, Bruno Leonardo (* 1941), argentinischer Pianist
- Gelber, Jack (1932–2003), US-amerikanischer Dramatiker
- Gelber, Katharine, australische Politikwissenschaftlerin
- Gelber, Mark H. (* 1951), US-amerikanischer Literaturwissenschaftler
- Gelber, Nathan Michael (1891–1966), österreichisch-israelischer Historiker und zionistischer Politiker
- Gelber, Yoav (* 1942), israelischer Offizier (Oberstleutnant) und Militärhistoriker
- Gelberg, Adrian (1922–2013), rumänischer Kernphysiker
- Gelberg, Hans-Joachim (1930–2020), deutscher Kinder- und Jugendbuchverleger und -autor
- Gelberg, Heinz (* 1924), deutscher Politiker (SPD), MdHB
- Gelberg, Wilhelm Eberhard (1894–1940), deutscher Politiker der NSDAP
- Gelbert, Hans (1905–1988), deutscher Ruderer und Architekt
- Gelbert, Hans (1943–2018), deutscher Architekt und Stadtplaner
- Gelbert, Johann Adolph (1806–1881), deutscher Bierbrauer und Politiker
- Gelbert, Johann Peter (1816–1878), deutscher Pfarrer und bayerischer Landtagsabgeordneter
- Gelbert, Ralph (* 1969), deutscher Maler
- Gelbfarb, Harry (1930–2005), österreichisch-amerikanischer Bodybuilder und Unternehmer
- Gelbfuhs, Oscar (1852–1877), österreichischer Schachspieler
- Gelbhaar, Alfred (1880–1937), deutscher Fußballspieler
- Gelbhaar, Oskar (1881–1945), deutscher Jurist und Politiker
- Gelbhaar, Stefan (* 1976), deutscher Politiker (Bündnis 90/Die Grünen), MdA, MdBStefan Gelbhaar (* 1976)

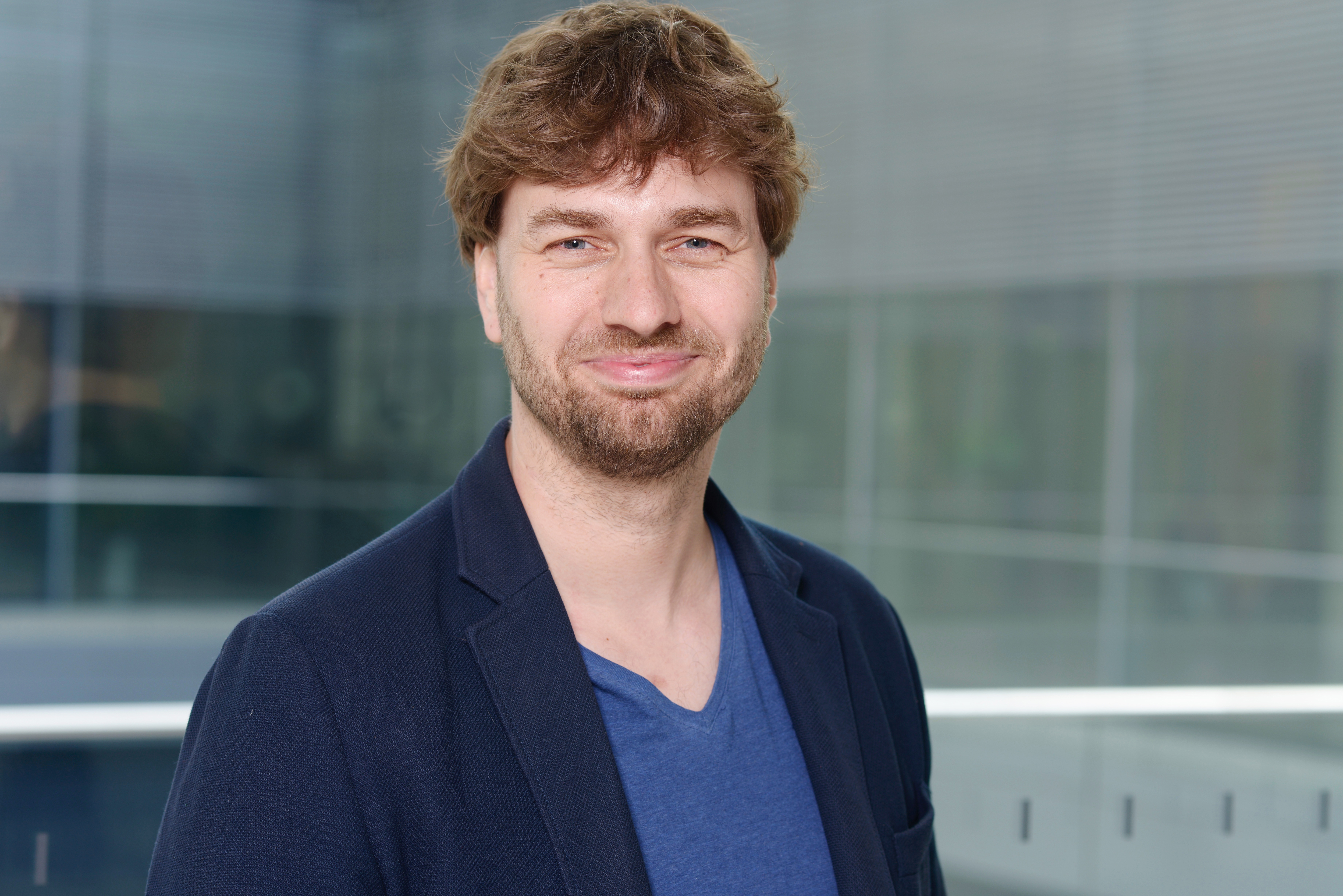
Stefan Gelbhaar (* 1976)

- Gelbin, Cathy (* 1963), deutsch-amerikanische Kulturwissenschaftlerin
- Gelbjerg-Hansen, Nils (* 1968), dänischer Skirennläufer
- Gelbke, Dagmar (* 1950), deutsche Schauspielerin, Kabarettistin und Sängerin
- Gelbke, Georg (1882–1947), deutscher Maler und Grafiker
- Gelbke, Johann Heinrich (1746–1822), deutscher Historiker und Verwaltungsbeamter
- Gelbke, Johannes (1846–1903), deutscher Komponist, Dirigent und Sänger
- Gelbke, Karl (1899–1965), deutscher Arzt
- Gelbke, Therese (1829–1892), deutsche Theaterschauspielerin
- Gelbmann, Matthias (* 1948), österreichischer Politiker (SPÖ), Burgenländischer Landtagsabgeordneter
- Gelbord, Ruben, schwedischer Fußballschiedsrichter und -funktionär
- Gelbrun, Artur (1913–1985), israelischer Geiger, Bratschist, Musikpädagoge, Dirigent und Komponist polnischer Herkunft

### Gelc
- Gelcich, Eugen (1854–1915), österreichischer Navigationslehrer

### Geld
- Geld, Hendrik van der (1838–1914), niederländischer Bildhauer
- Geldard, Bill (1929–2023), britischer Jazzmusiker (Posaune)
- Geldard, Robert Alan (1927–2018), britischer Radrennfahrer
- Geldart, Derek (1931–2012), britischer Chemieingenieur
- Geldbach, Erich (* 1939), deutscher baptistischer Theologe, Professor für Ökumene und Konfessionskunde und Autor
- Geldenhauer, Gerhard (1482–1542), Humanist und Theologe
- Geldenhauer, Gerhard Eobanus (1537–1614), Magister und evangelischer Theologe, Begründer des reformierten Kirchenwesens in Nassau
- Geldenhuys, Gharde (* 1981), namibische Turnerin
- Geldenhuys, Hendrik Albertus (1925–1990), südafrikanischer Botschafter
- Geldenhuys, Ivan (* 2001), namibischer Leichtathlet
- Geldenhuys, Johannes (1935–2018), südafrikanischer Offizier im Ruhestand
- Geldenhuys, Zenéy (* 2000), südafrikanische Hürdenläuferin
- Gelder, Alfons van (* 1936), deutscher Jurist, Richter am Bundesgerichtshof
- Gelder, Arent de (1645–1727), niederländischer Maler
- Gelder, Ben van (* 1988), niederländischer Jazzmusiker
- Gelder, Han van (1923–2012), niederländischer Filmemacher und Comic-Zeichner
- Gelder, Hendrika van (1870–1943), niederländische Malerin und Zeichnerin
- Gelder, Hermann (1866–1947), deutscher Apotheker
- Gelder, Ian (1949–2024), britischer Schauspieler
- Gelder, Jacob de (1765–1848), niederländischer Mathematiker
- Gelder, Lucia von († 1899), deutsche Malerin
- Gelder, Tinus van (1911–1999), niederländischer Radrennfahrer
- Gelder, Yuri van (* 1983), niederländischer Turner
- Gelderblom, Bernhard (* 1943), deutscher Historiker und AutorBernhard Gelderblom (* 1943)

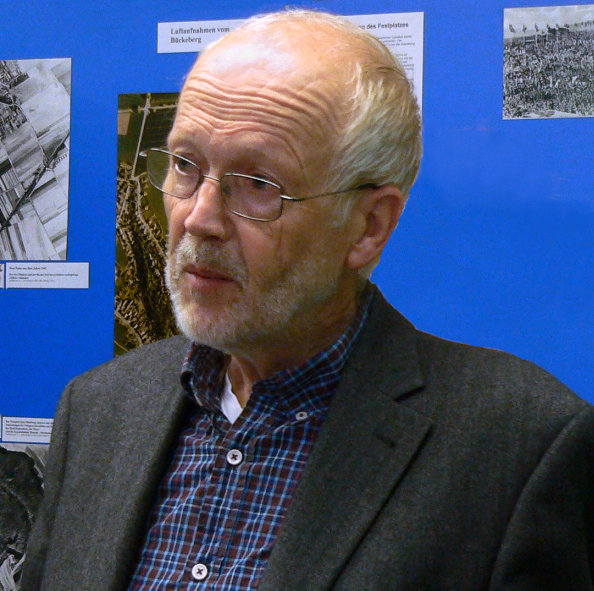
Bernhard Gelderblom (* 1943)

- Gelderblom, Hans (1879–1966), deutscher Baumeister
- Gelderblom, Hans (* 1939), deutscher Virologe
- Gelderblom, Peter (* 1965), niederländischer DJ
- Gelderen, Liam van (* 2001), niederländisch-surinamischer Fußballspieler
- Geldermann, Jutta (* 1968), deutsche Wirtschaftswissenschaftlerin
- Geldermans, Ab (1935–2025), niederländischer Radrennfahrer
- Geldern, Dietrich (1937–2023), deutscher Jazzmusiker
- Geldern, Eduard Heinrich von (1806–1866), Verwaltungsjurist und Minister
- Geldern, Gottschalk van (1726–1795), Allgemeinmediziner in Düsseldorf und Vorsteher der Judenschaft in Jülich-Berg
- Geldern, Johann von (1567–1620), flandrischer Logiker
- Geldern, Joseph Jacob van (1653–1727), deutscher Bankier und Hoffaktor
- Geldern, Karl Bastard von (1507–1568), Hauptmann und Maréchal de camp in geldrischen, habsburgischen, französischen und Danziger Diensten
- Geldern, Ludwig von (1834–1892), preußischer Verwaltungsjurist, Landrat in Stuhm und Saarbrücken
- Geldern, Peter Bastard von (1513–1566), Hauptmann und Landsknechtführer in lübisch-oldenburgischen, geldrischen und englischen Diensten
- Geldern, Simon von (* 1720), deutscher Reisender und Schriftsteller
- Geldern, Wolfgang von (* 1944), deutscher Politiker (CDU), MdB und Parlamentarischer Staatssekretär
- Geldern-Crispendorf, Arthur von (1871–1962), deutscher Parlamentarier und Rittergutsbesitzer im Fürstentum Reuß älterer Linie
- Geldern-Crispendorf, Bruno von (1827–1894), deutscher Parlamentarier und Verwaltungsbeamter im Fürstentum Reuß älterer Linie
- Geldern-Crispendorf, Max von (1854–1938), deutscher Parlamentarier und Richter im Fürstentum Reuß älterer Linie
- Geldern-Crispendorf, Richard von (1831–1912), deutscher Parlamentarier und Verwaltungsbeamter im Fürstentum Reuß älterer Linie
- Geldern-Egmond, Marie von (1875–1970), deutsche Kunstgewerblerin und Innenarchitektin
- Gelders, Gil (* 2002), belgischer Radrennfahrer
- Geldersen, Vicko von († 1391), Kaufmann, Ratssendebote und Kämmerer
- Geldhof, Maurice (1905–1970), belgischer Radrennfahrer
- Geldimyradow, Arslan (* 1999), turkmenischer Eishockeyspieler
- Geldimyradow, Hojamyrat (* 1965), turkmenischer Politiker und Beamter
- Geldiýewa, Mähri (* 1973), turkmenische Schachspielerin
- Geldmacher, Christiane (* 1959), deutsche Autorin
- Geldmacher, Erwin (1885–1965), deutscher Ökonom und Hochschullehrer, Professor für Betriebswirtschaftslehre
- Geldmacher, Horst (1929–1992), deutscher Maler, Graphiker, Bildhauer, Jazz-Musiker
- Geldmacher, Klaus (* 1940), deutscher Künstler
- Geldmacher, Konrad (1878–1965), deutscher Bildhauer und Medailleur
- Geldmacher, Thomas (* 1961), deutsch-kanadischer Eishockeyspieler
- Geldmacher, Willi (1907–1987), deutscher Gewerkschafter und Politiker (SPD), MdL, Oberbürgermeister von Bochum
- Geldmacher-von Mallinckrodt, Marika (1923–2016), deutsche Chemikerin und Medizinerin
- Geldner, Daniella (* 1966), deutsche Fernschachmeisterin
- Geldner, Ferdinand (1902–1989), deutscher Bibliothekar
- Geldner, Karl (1927–2017), deutscher Politiker (FDP), MdB
- Geldner, Karl Friedrich (1852–1929), deutscher Orientalist, Hochschullehrer und Autor
- Geldof, Bob (* 1951), irischer MusikerBob Geldof (* 1951)

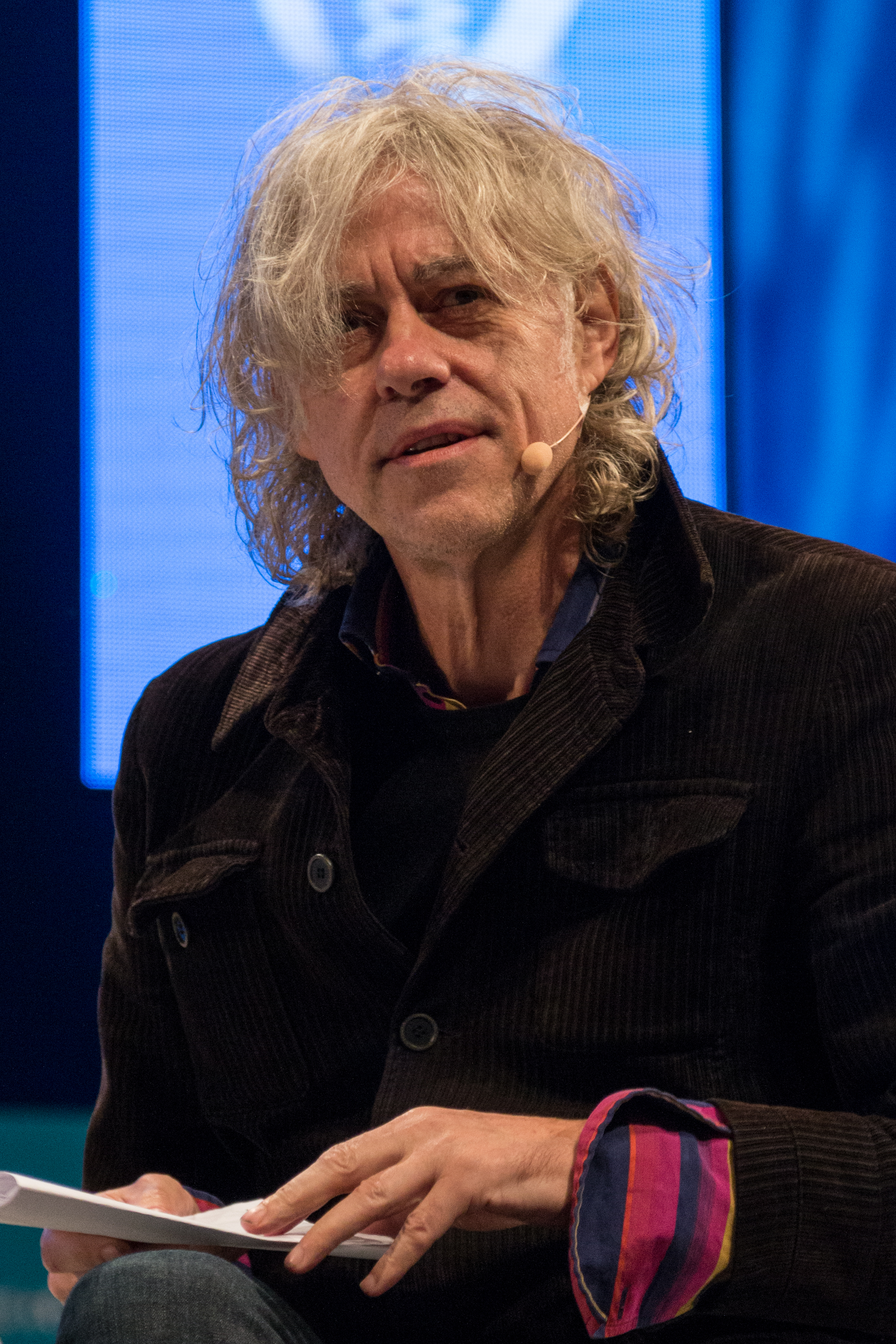
Bob Geldof (* 1951)

- Geldof, Peaches (1989–2014), britisches Fotomodell und It-Girl
- Geldorp, Georg († 1665), Porträtist, Kunsthändler
- Geldorp, Gortzius (1553–1616), niederländischer Maler
- Geldorp, Heinrich Castritius (1522–1585), niederländisch-deutscher Theologe und Humanist
- Geldray, Max (1916–2004), niederländisch-US-amerikanischer Mundharmonikaspieler
- Geldreich, Michael, deutscher Jazzpianist, Songwriter, Musikproduzent und Filmkomponist
- Geldsetzer, Lutz (1937–2019), deutscher Philosoph und Hochschullehrer
- Geldzahler, Henry (1935–1994), belgisch-US-amerikanischer Kurator für zeitgenössische Kunst

### Gele
- Gele, Jordan (* 1992), französisch-kongolesischer Fußballspieler
- Gélébart, Katell (* 1972), französische Modedesignerin
- Gelech, Randall (* 1984), kanadischer Eishockeyspieler
- Geleff, Paul (1842–1928), dänischer Politiker
- Gelegs, Ernst (* 1960), österreichischer Journalist
- Gelegs, Josef (1913–1969), österreichischer Fußballspieler
- Gelelemend (1737–1811), Häuptling der Lenni Lenape
- Gelencsér, István (* 1933), ungarischer Generalmajor
- Geleng, Otto (1843–1939), deutscher Maler
- Gelenius, Aegidius (1595–1656), Kölner Historiograph
- Gelenius, Johannes (1585–1631), Kölner Historiograph
- Gelenius, Sigismund (1497–1554), böhmischer Philologe
- Gelernter, David (* 1955), US-amerikanischer InformatikerDavid Gelernter (* 1955)

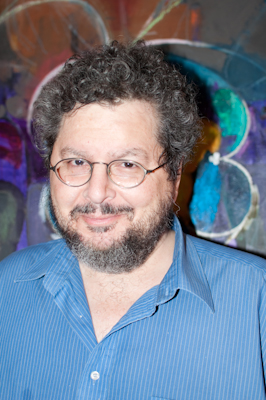
David Gelernter (* 1955)

- Gelernter, Herbert (1929–2015), US-amerikanischer Informatiker und Physiker
- Geles, Jesús (* 1988), kolumbianischer Boxer
- Geleta, Ján (* 1943), tschechoslowakischer Fußballspieler
- Geletneky, Chris (* 1972), deutscher Drehbuchautor, Comedian und Musiker
- Geletzki, Johann († 1568), deutscher Kirchenlieddichter

### Gelf
- Gelfand, Alan (* 1963), US-amerikanischer Skateboarder, Rennfahrer und Unternehmer
- Gelfand, Boris (* 1968), israelischer SchachgroßmeisterBoris Gelfand (* 1968)

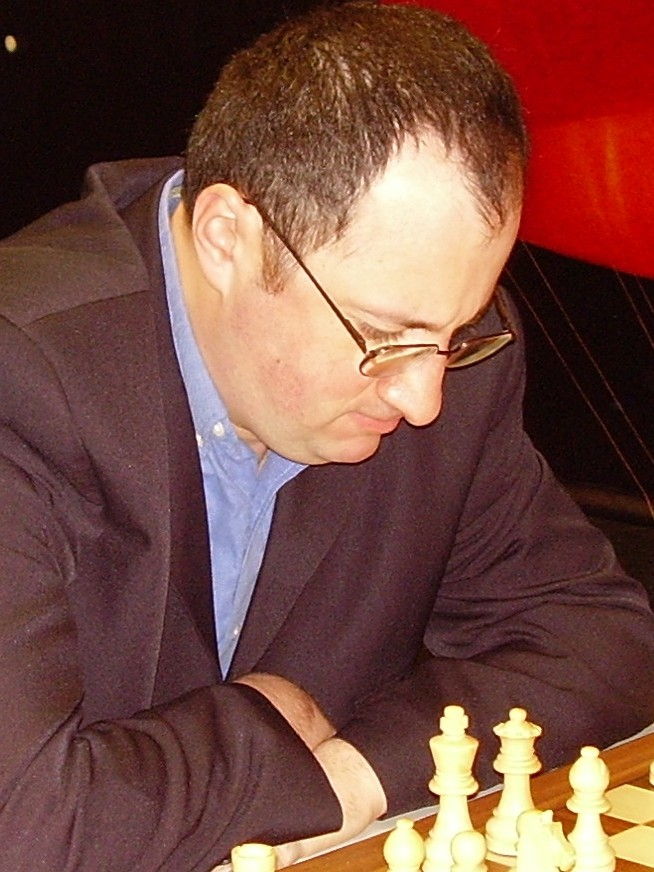
Boris Gelfand (* 1968)

- Gelfand, Israel Moissejewitsch (1913–2009), sowjetisch-amerikanischer Mathematiker
- Gelfand, James (* 1959), kanadischer Jazzpianist und Filmkomponist
- Gelfand, Wladimir (1923–1983), sowjetischer Offizier und Autor
- Gelfert, Hans-Dieter (* 1937), deutscher Anglist und Hochschullehrer
- Gelfert, Joachim (* 1925), deutscher Politiker (CDU der DDR)
- Gelfi, Luca (1966–2009), italienischer Radrennfahrer
- Gelfond, Alexander Ossipowitsch (1906–1968), russischer Mathematiker
- Gelfort, Gottfried (1885–1956), deutscher Ruderer

### Gelg
- Gelgotas, Gediminas (* 1986), litauischer Komponist und Dirigent

### Gelh
- Gelhaar, Klaus (* 1938), deutscher Bühnenbildner
- Gelhaar, Matilda (1814–1889), schwedische Opernsängerin (Koloratursopran)
- Gelhaar, Max (* 1997), deutscher Paratriathlet
- Gelhard, Susanne (* 1957), deutsche Journalistin, Reporterin und Auslandskorrespondentin
- Gelhard, Ulrich (* 1946), deutscher Fußballspieler
- Gelhardt, Joe (* 2002), englischer Fußballspieler
- Gelhaus, Hermann (* 1938), deutscher Germanist und Linguist
- Gelhaus, Hubert (* 1950), deutscher Lehrer und Heimatforscher
- Gelhausen, François (1930–2001), luxemburgischer Radrennfahrer
- Gelhausen, Udo (* 1956), deutscher Kugelstoßer

### Geli
- Geli, Delfí (* 1969), spanischer Fußballspieler
- Gélibert, Jules (1834–1916), französischer Tiermaler und Tierbildhauer
- Gelibolulu Mustafa Âlî (1541–1600), osmanischer Intellektueller
- Gelich, Johannes (* 1969), österreichischer Schriftsteller und Journalist
- Gelichi, Sauro (* 1954), italienischer Archäologe mit den Schwerpunkten Spätantike und Frühmittelalter
- Gélieu, Bernhard von (1828–1907), preußischer General der Infanterie
- Gélieu, Bernhard von (1864–1926), preußischer Generalmajor
- Gélieu, Claudia von (* 1960), deutsche Autorin, Politikwissenschaftlerin und Frauenhistorikerin
- Gélieu, Esther de (1757–1817), Schweizer Lehrerin, Schulleiterin und Erzieherin
- Gélieu, Jonas de (1740–1827), Schweizer Pfarrer und Bienenzüchter
- Gélieu, Salomé de (1742–1820), Schweizer Lehrerin und Erzieherin (Gouvernante)
- Gelimer, König des Regnums der Vandalen
- Gélin, Daniel (1921–2002), französischer SchauspielerDaniel Gélin (1921–2002)

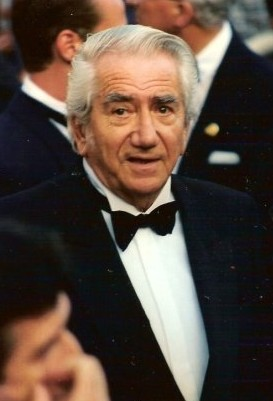
Daniel Gélin (1921–2002)

- Gelin, Giveton, bahamaischer Jazzmusiker (Trompete)
- Gelinas, Drew, US-amerikanischer Biathlet
- Gélinas, Éric (* 1991), kanadischer Eishockeyspieler
- Gélinas, Gratien (1909–1999), kanadischer Theater- und Filmpionier
- Gélinas, Isabelle (* 1963), kanadisch-französische Schauspielerin
- Gélinas, Martin (* 1970), kanadischer Eishockeyspieler und -trainer
- Gelineau, Jack (1924–1998), kanadischer Eishockeytorwart
- Gelineau, Joseph (1920–2008), französischer Komponist und Jesuit
- Gelineau, Louis Edward (1928–2024), US-amerikanischer römisch-katholischer Geistlicher, Bischof von Providence
- Gelinek, Janika (* 1979), deutsche Literaturwissenschaftlerin, Herausgeberin und Rezensentin
- Gelinek, Joseph (1758–1825), böhmisch-österreichischer Komponist und Pianist
- Gelinek, Moriz (1887–1979), österreichischer Lokomotivkonstrukteur
- Gelinoğlu, Cem (* 1983), türkischer Schauspieler und Drehbuchautor
- Gelinski, Danilo (* 1990), brasilianischer Volleyballspieler
- Gelinski, Walter F. (1937–2023), deutscher Kameramann und Fotograf
- Gelios, Ioannis (* 1992), griechischer Fußballspieler
- Géliot, Martine (1948–1988), französische Harfenistin
- Gelis, Hüseyin (* 1959), Präsident und CEO von Siemens Türkei
- Geliş, İlhan (1936–2013), türkischer Fußballspieler
- Gelisio, Deborah (* 1976), italienische Sportschützin
- Gelius, Adolf (1863–1945), deutscher Architekt und kommunaler Baubeamter in Mainz
- Gelius, Lisa (1909–2006), deutsche Leichtathletin

### Gelj
- Geljo, Filip (* 2002), kanadischer Schauspieler

### Gelk
- Gelke, Richard (* 1992), deutscher Eishockeyspieler
- Gelker, Dorothea (* 1958), deutsche, zeitgenössische Malerin

### Gell
- Gell, John (1593–1671), englischer Feldherr und Politiker
- Gell, Philip George Houthem (1914–2001), britischer Mediziner und Immunologe
- Gell, William (1777–1836), britischer Archäologe
- Gell-Mann, Murray (1929–2019), US-amerikanischer Physiker
- Gellar, Sarah Michelle (* 1977), US-amerikanische SchauspielerinSarah Michelle Gellar (* 1977)

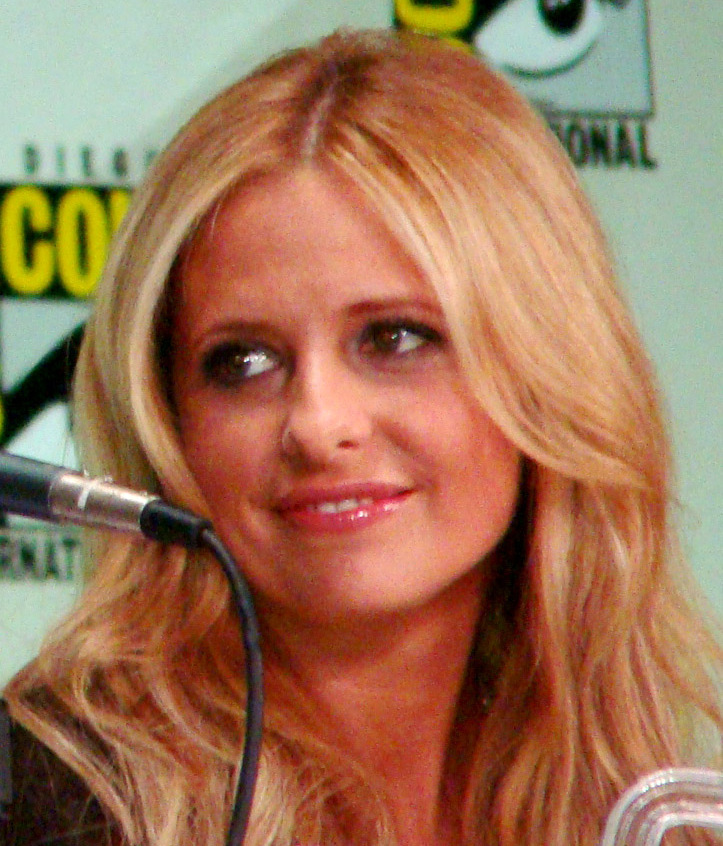
Sarah Michelle Gellar (* 1977)

- Gellately, Robert (* 1943), kanadischer Historiker
- Gellatly, John Arthur (1869–1963), US-amerikanischer Politiker
- Gellé, Pierre (1878–1917), französischer Schwimmer und Wasserballspieler
- Gelle, Roxanne (* 1958), australische Hürdenläuferin und Sprinterin
- Gellenbeck, Benno (1910–1974), deutscher Film- und Theaterschauspieler
- Gellenbeck, Konny (* 1955), deutsche Publizistin
- Geller, Alexander Girschewitsch (1931–2014), russischer Schachspieler und -journalist
- Geller, Avishai (* 1979), US-amerikanisch-israelischer Eishockeyspieler
- Geller, Axel (* 1999), argentinischer Tennisspieler
- Geller, Brigitte, schweizerische Flötistin und Opernsängerin (Sopran)
- Geller, Bruce (1930–1978), US-amerikanischer Drehbuchautor, Produzent und Regisseur
- Geller, Christian (* 1975), deutscher Musikproduzent und Komponist
- Geller, Efim (1925–1998), ukrainisch-sowjetischer SchachmeisterEfim Geller (1925–1998)

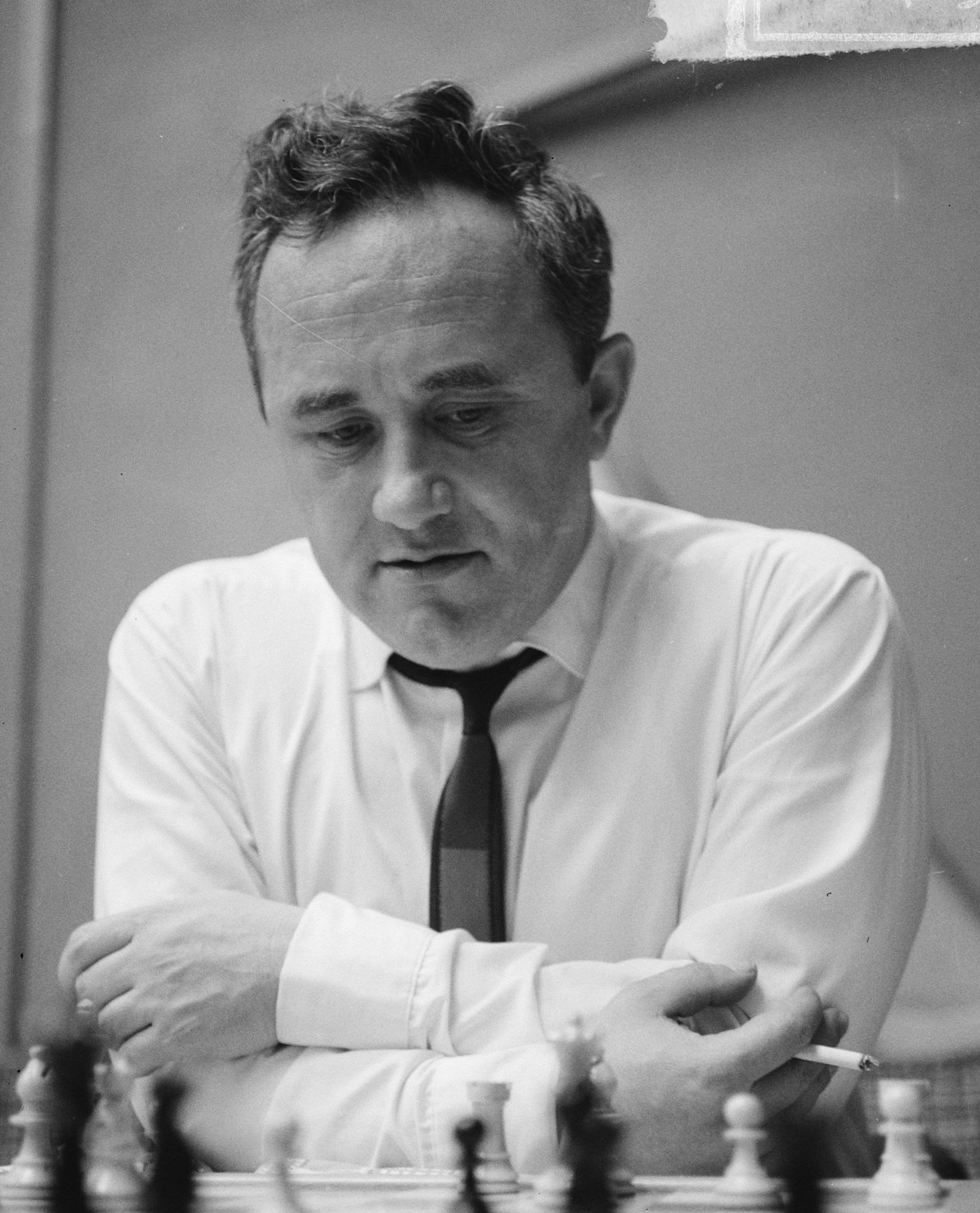
Efim Geller (1925–1998)

- Geller, Eliezer (1918–1944), polnischer Kaufmann, Widerstandskämpfer im Ghetto Warschau, Opfer der Shoah
- Geller, Emmanuil Saweljewitsch (1898–1990), sowjetischer Schauspieler und Synchronsprecher
- Gellér, Gábor (* 1958), ungarischer Skispringer
- Geller, Gregor (1903–1988), deutscher Richter, Richter des Bundesverfassungsgerichts
- Geller, Herb (1928–2013), US-amerikanischer Jazzmusiker, Komponist und Arrangeur
- Geller, Johannes (* 2000), deutscher Schauspieler
- Gellér, László (* 1944), ungarischer Skispringer
- Geller, Lorraine (1928–1958), US-amerikanische Jazz-Pianistin
- Geller, Margaret (* 1947), US-amerikanische Astrophysikerin
- Geller, Mark (* 1949), US-amerikanischer Altorientalist
- Geller, Maximilian (* 1964), Schweizer Saxophonist, Filmkomponist und Mundstückhersteller
- Gellér, Mihály (1947–2024), ungarischer Skispringer und Nordischer Kombinierer
- Geller, Pamela (* 1958), US-amerikanische Bloggerin, Autorin, politische Aktivistin und Kommentatorin
- Geller, Richard (1927–2007), französischer Physiker
- Geller, Robert (* 2004), deutscher Fußballspieler
- Geller, Rolf-Hermann (* 1945), deutscher Maler, Grafiker und Professor für Visuelle Kommunikation und Ästhetik
- Geller, Ruth (* 1923), israelische Schauspielerin
- Gellér, Sándor (1925–1996), ungarischer Fußballspieler
- Geller, Sonja Joanne (* 2000), deutsche Schauspielerin
- Geller, Stephen A. (* 1938), US-amerikanischer jüdischer Theologe, Rabbiner, Hebraist und Hochschullehrer
- Geller, Toni (1924–2012), deutscher Büttenredner in Köln
- Geller, Uri (* 1946), israelischer BühnenmagierUri Geller (* 1946)

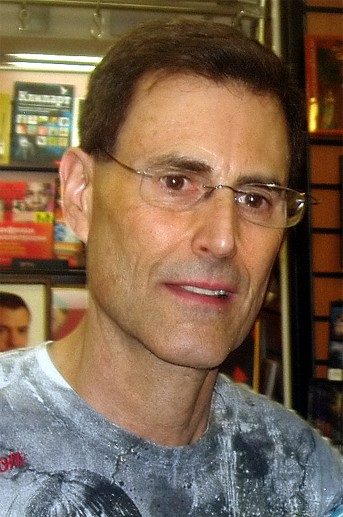
Uri Geller (* 1946)

- Geller, Wolfgang Peter (* 1945), deutscher Fotograf und Unternehmer
- Gelléri, Andor Endre (* 1906), ungarischer Schriftsteller
- Gellermann, Günther W. (1930–2002), deutscher Lehrer und Historiker
- Gellern, Franz Ferdinand (1800–1879), deutscher Jurist und Politiker
- Gellersen, Otto (1925–2012), deutscher Politiker (CDU), MdL
- Gellert, Bruno (1872–1945), deutscher Komponist und Dirigent
- Gellert, Christian Fürchtegott (1715–1769), deutscher Dichter
- Gellert, Christlieb Ehregott (1713–1795), deutscher Metallurge und Mineraloge
- Gellert, Cornelius (1881–1944), deutscher Politiker (SPD), MdR
- Gellert, Darco (* 1968), deutsch-französischer Graffitikünstler
- Gellert, Friedrich Leberecht (1711–1770), deutscher Fechtmeister und Oberpostcommissarius in Leipzig
- Gellert, Horst (* 1939), deutscher Bankkaufmann und Manager
- Gellért, Imre (1888–1981), ungarischer Turner
- Gellert, Joachim (* 1958), deutscher Jazz- und Weltmusiker
- Gellert, Kurt (1900–1990), deutscher Bauernführer
- Gellert, Lawrence (1898–1979), US-amerikanischer Folklore- und Musikforscher
- Gellert, Lothar (* 1957), deutscher Rechtswissenschaftler mit Schwerpunkt Öffentlichem Recht (Zollrecht, Zolltarifrecht und Verwaltungsrecht)
- Gellert, Natalja Wladimirowna (* 1953), sowjetische bzw. kasachische Politikerin
- Gellert, Oswald (1889–1943), tschechoslowakischer Industrieller
- Gellert, Otto (1929–2014), deutscher Wirtschaftsprüfer, Steuer- und Unternehmensberater
- Gellesch, Rudolf (1914–1990), deutscher Fußballspieler
- Gellhaus, Markus (* 1970), deutscher FußballtrainerMarkus Gellhaus (* 1970)

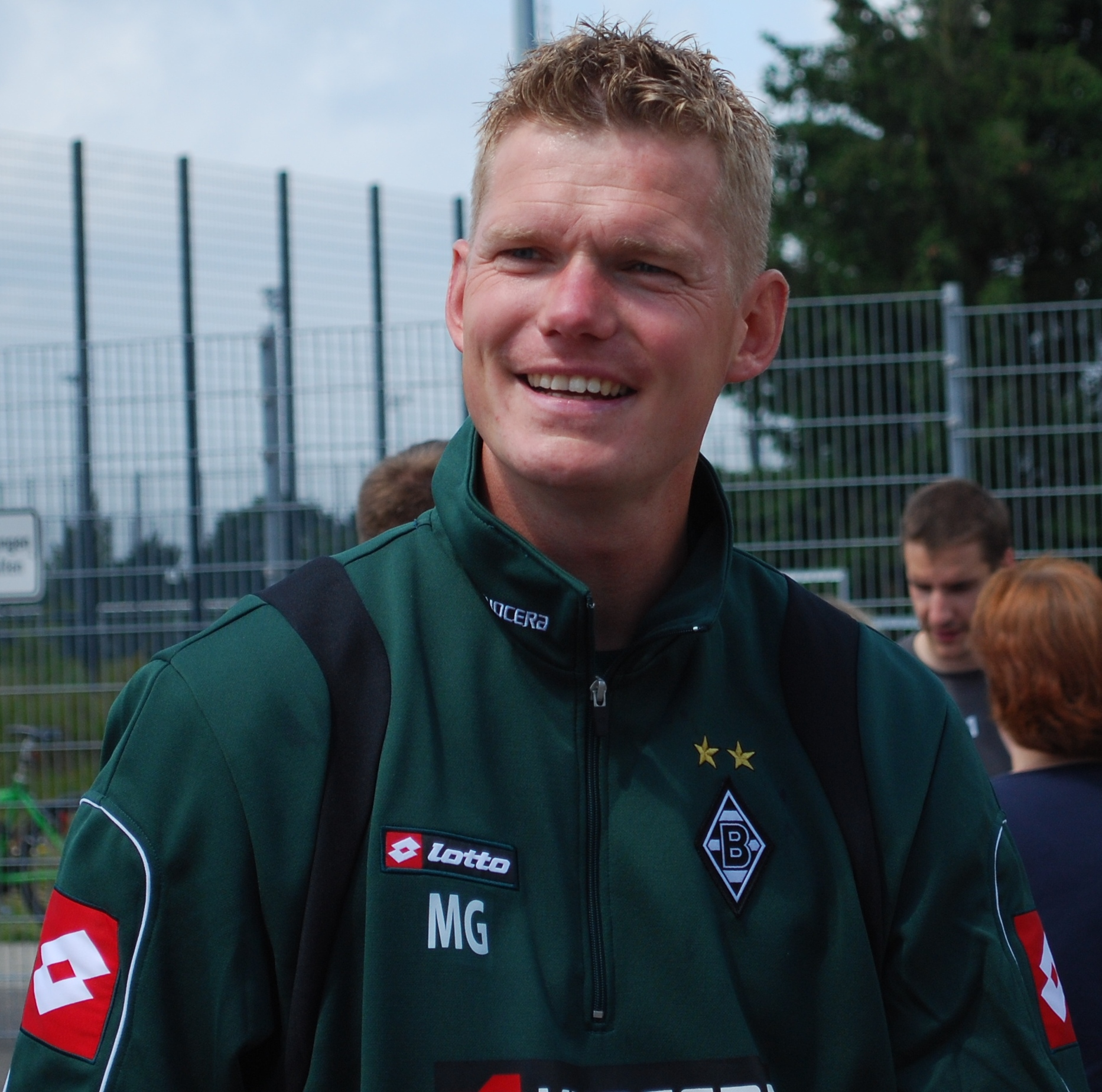
Markus Gellhaus (* 1970)

- Gellhorn, Alfred (1885–1972), deutscher jüdischer Architekt
- Gellhorn, August von (1763–1842), preußischer Landrat
- Gellhorn, Eduard von (1792–1847), preußischer Rittmeister, Rittergutsbesitzer und Landrat
- Gellhorn, George Friedrich von (1687–1765), preußischer Landrat
- Gellhorn, Martha (1908–1998), US-amerikanische Schriftstellerin und Auslandskorrespondentin
- Gellhorn, Ubaldo von (1817–1895), preußischer Geheimer Regierungs- und Landrat
- Gelli, Antonio (1897–1960), italienischer Opernsänger (Bassbariton)
- Gelli, Giovan Battista (1498–1563), italienischer Humanist, Schriftsteller, Dichter, Übersetzer, Philologe und Akademiker
- Gelli, Licio (1919–2015), italienischer Faschist, Verschwörer und Freimaurer, Gründer der Geheimloge Propaganda Due
- Gellibrand, Henry (1597–1637), englischer Astronom
- Gellibrand, John (1872–1945), australischer Generalmajor
- Gellineau, Patrick (* 1951), US-amerikanischer Radrennfahrer, Radrennfahrer aus Trinidad und Tobago
- Gellinek, Anne (* 1962), deutsche Journalistin und FernsehmoderatorinAnne Gellinek (* 1962)

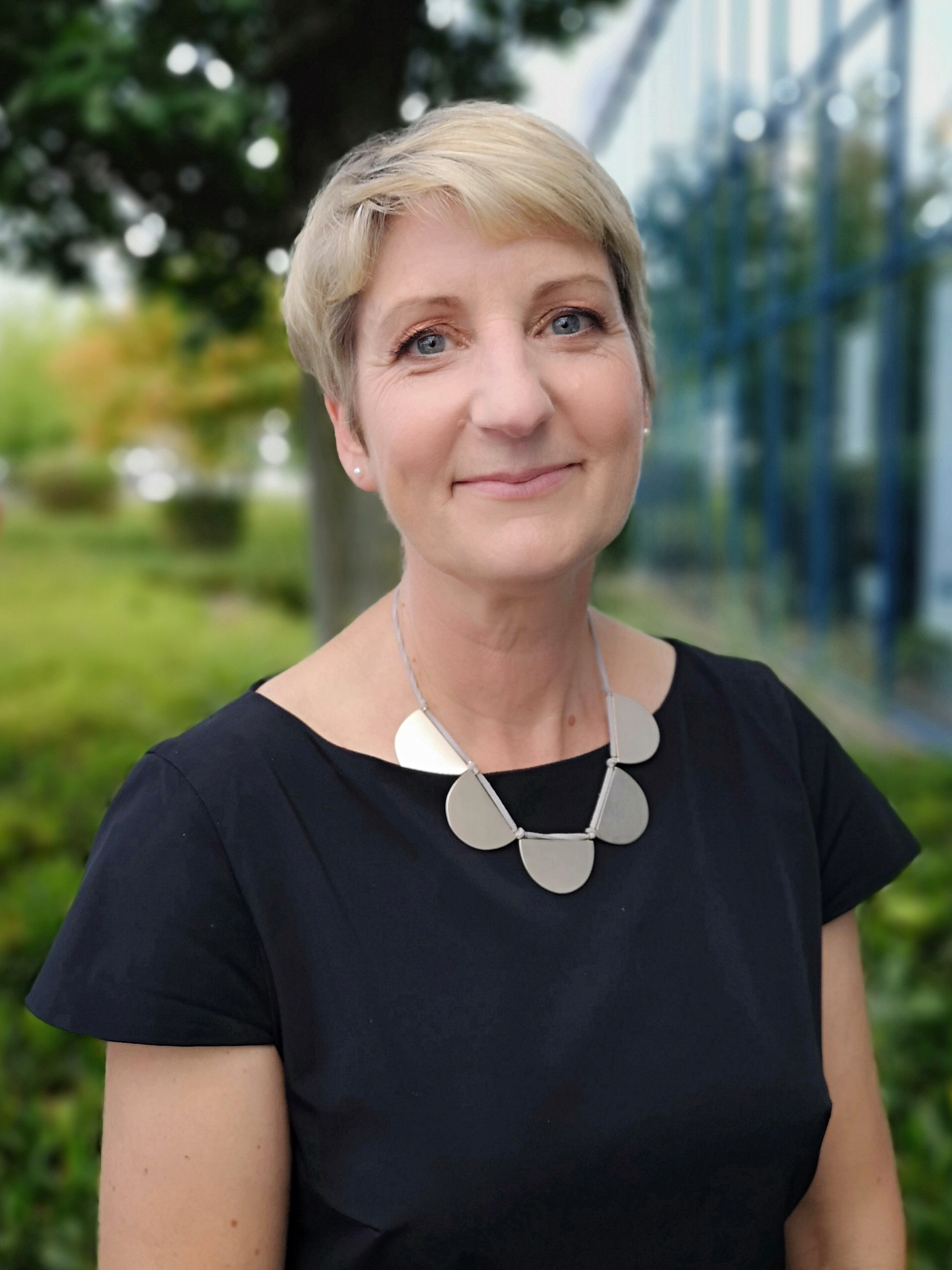
Anne Gellinek (* 1962)

- Gellinek, Christian (1930–2022), deutscher Germanist und Hochschullehrer
- Gelling, Donald (* 1938), britischer Politiker, zweimaliger Chief Minister der Isle of Man
- Gelling, Hans (1858–1911), deutscher Theaterschauspieler, -regisseur, -leiter, -intendant und Dramatiker
- Gelling, Jackie (* 1932), kanadische Kugelstoßerin und Diskuswerferin
- Gelling, Jürgen, deutscher Basketballspieler
- Gelling, Victor (* 1998), deutscher Kontrabassist (Jazz, Neue Musik)
- Gellis, Craig (* 1975), US-amerikanischer Schauspieler
- Gellius Celer, Aulus, Präfekt der Classis Flavia Moesica 127
- Gellius Longus, Quintus, römischer Statthalter
- Gellius Maximus († 219), römischer Usurpator unter Elagabal
- Gellius Publicola, Lucius (Konsul 72 v. Chr.), römischer Politiker
- Gellius Publicola, Lucius (Konsul 36 v. Chr.), römischer Politiker
- Gellius, Aulus, lateinischer Autor und Grammatiker
- Gellius, Gnaeus, römischer Historiker
- Gellius, Johann Gottfried (1732–1781), deutscher Übersetzer
- Gellius, Statius, samnitischer Feldherr 305 v. Chr.
- Gellman, Barton (* 1960), US-amerikanischer Journalist und Autor
- Gellman, Samuel H. (* 1959), US-amerikanischer Chemiker
- Gellman, Steven (* 1947), kanadischer Komponist, Pianist und Musikpädagoge
- Gellman, Yani (* 1985), US-amerikanisch-kanadischer Filmschauspieler
- Gellner, Edoardo (1909–2004), italienischer Architekt österreichischer Herkunft
- Gellner, Ernest (1925–1995), tschechisch-britischer Anthropologe, Soziologe und Philosoph
- Gellner, František (1881–1914), tschechischer Dichter, Anarchist, Prosaist, Maler und Karikaturist
- Gellner, Julius (1899–1983), Regisseur
- Gellner, Winand (* 1955), deutscher Politikwissenschaftler
- Gellrich, Dirk (* 1964), deutscher Fußballspieler
- Gelly, Dave (* 1938), britischer Jazzautor und -musiker

### Gelm
- Gelman, Alexander Isaakowitsch (* 1933), sowjetisch-russischer Schriftsteller, Drehbuchautor und Dramatiker
- Gelman, Andrew, US-amerikanischer Statistiker und Politikwissenschaftler, Hochschullehrer
- Gelman, Anna Dmitrijewna (1902–1994), russische Chemikerin und Hochschullehrerin
- Gelman, Brett (* 1976), US-amerikanischer Schauspieler und ComedianBrett Gelman (* 1976)

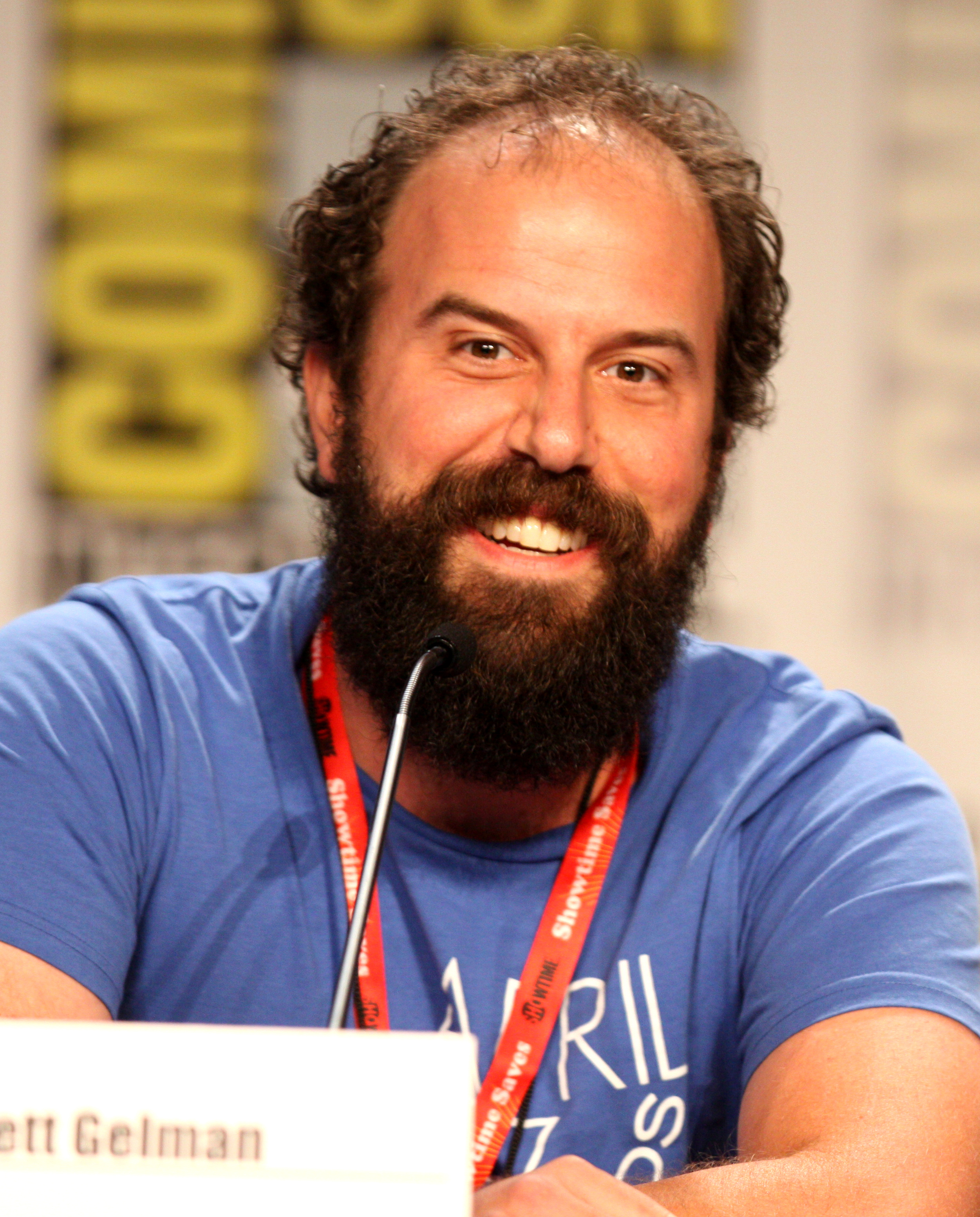
Brett Gelman (* 1976)

- Gelman, Jacques (1909–1986), russisch-mexikanischer Filmproduzent und Kunstsammler
- Gelman, Juan (1930–2014), argentinischer Schriftsteller
- Gelman, Marat Alexandrowitsch (* 1960), russisch-israelischer Galerist
- Gelman, Polina (1919–2005), sowjetische Bomberpilotin und Politoffizierin
- Gelman, Rochel (* 1942), kanadisch-US-amerikanische Entwicklungspsychologin und Kognitionswissenschaftlerin
- Gelmanow, Rustam Asatowitsch (* 1987), russischer Sport- und Wettkampfkletterer
- Gelmetti, Gianluigi (1945–2021), italienischer Dirigent und Komponist
- Gelmetti, Vittorio (1926–1992), italienischer Komponist
- Gelmi Bertocchi, Angel (1938–2016), italienischer Geistlicher, Weihbischof in Cochabamba
- Gelmi, Josef (* 1937), italienischer Kirchenhistoriker
- Gelmi, Roy (* 1995), Schweizer Fußballspieler
- Gelmini, Caspar de (* 1980), deutsch-italienischer Komponist
- Gelmini, Florian de (* 1976), italienisch-deutscher Filmkomponist und Pianist
- Gelmini, Hortense von (* 1947), deutsche Musikerin, Dirigentin, Malerin und SchriftstellerinHortense von Gelmini (* 1947)

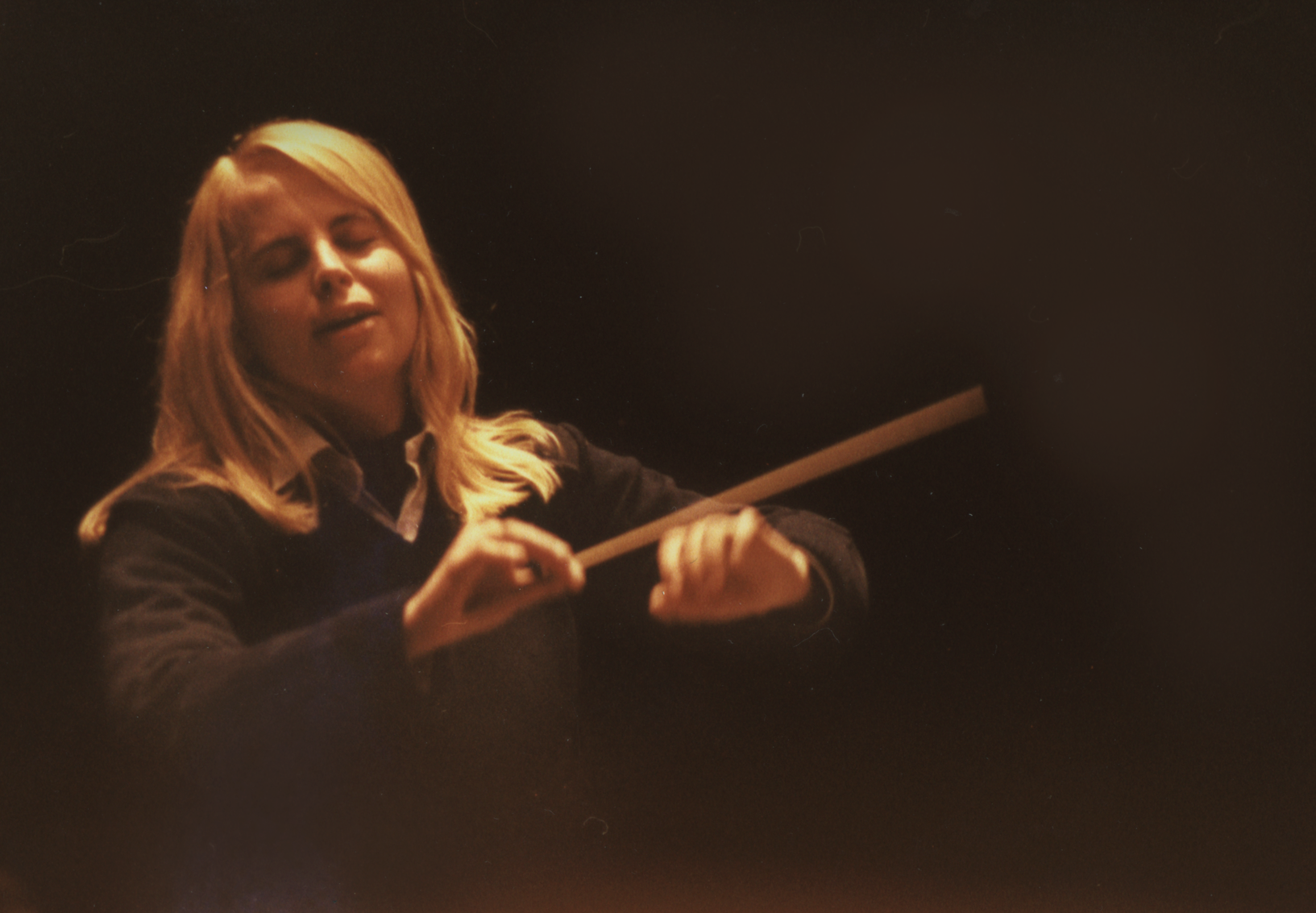
Hortense von Gelmini (* 1947)

- Gelmini, Mariastella (* 1973), italienische Politikerin (Popolo della Libertà), Mitglied der Camera dei deputati
- Gelmírez, Diego († 1140), Erzbischof von Santiago de Compostela
- Gelmisa, Deso (* 1997), äthiopischer Langstreckenläufer

### Geln
- Gelnhausen, Siegfried von († 1321), Bischof von Chur (1298–1321)
- Gelny, Emil (1890–1961), österreichischer Euthanasiearzt

### Gelo
- Gelo, Nihilist, US-amerikanischer Schauspieler und Stuntman
- Gelon († 478 v. Chr.), Regent in Gela und Syrakus
- Gelongma Palmo (* 1970), österreichische buddhistische Lama und Nonne
- Gelos, Gaston (* 1969), deutsch-uruguayischer Ökonom
- Geloso, Carlo (1879–1957), italienischer General
- Gelotte, Ann-Madeleine (1940–2002), schwedische Illustratorin und Schriftstellerin
- Gelotte, Björn (* 1975), schwedischer GitarristBjörn Gelotte (* 1975)

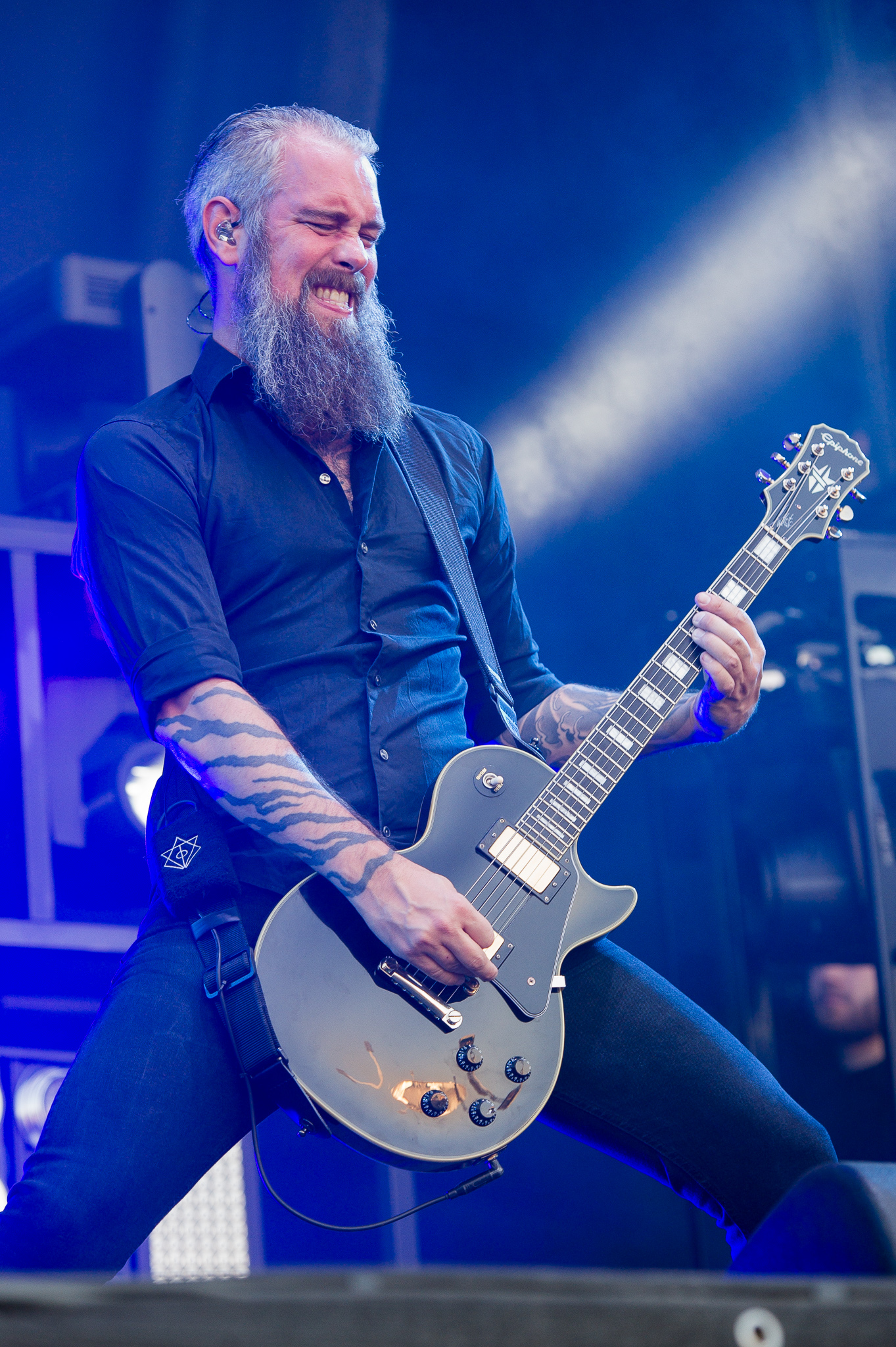
Björn Gelotte (* 1975)

- Gelowani, Micheil (1893–1956), sowjetischer Schauspieler und Regisseur georgischer Herkunft
- Gelowani, Sopo (* 1983), georgische Popsängerin

### Gelp
- Gelpcke, Johann Friedrich (1799–1874), deutscher Bankier
- Gelpcke, Karl (1863–1939), deutscher Bankier aus der Dynastie Gelpcke in Berlin
- Gelpcke, Karl (1894–1941), deutscher Bankmanager
- Gelpcke, Max (1861–1907), deutscher Jurist
- Gelpí, Alicia Casals (* 1955), spanische Wirtschaftsingenieurin, Informatikerin und Hochschullehrerin
- Gelpí, Juan (* 1932), spanischer Kameramann
- Gelpi, Leandro (* 1991), uruguayischer Fußballspieler
- Gelpi, Marcus (* 2002), puerto-ricanischer Leichtathlet
- Gelpke, André (* 1947), deutscher Fotograf und Dozent
- Gelpke, August Heinrich Christian (1769–1842), deutscher Astronom
- Gelpke, Britta (1927–2018), Schweizer Bildende Künstlerin
- Gelpke, Christa (1932–2014), deutsche Unternehmerin und Mäzenin
- Gelpke, Eduard (1847–1923), deutscher Kunstmaler
- Gelpke, Ernst Friedrich (1807–1871), Schweizer evangelischer Geistlicher und Hochschullehrer
- Gelpke, Julius Alhard (1811–1885), deutschstämmiger, Schweizer Arzt
- Gelpke, Ludwig (1854–1946), Schweizer Chirurg, Professor der Chirurgie in Basel
- Gelpke, Manfred (* 1940), deutscher Ruderer
- Gelpke, Nikolaus (* 1962), Schweizer Meeresbiologe und Verleger
- Gelpke, Rudolf (1873–1940), Schweizer Ingenieur, Schifffahrtspionier und Politiker
- Gelpke, Rudolf (1928–1972), Schweizer Islamwissenschaftler und Drogenforscher

### Gels
- Gels, Helmut (* 1952), deutscher Politiker (CDU), Bürgermeister von Vechta
- Gelsdorf, Johann (1859–1918), deutscher Bauunternehmer
- Gelsdorf, Jürgen (* 1953), deutscher Fußballspieler und Fußballtrainer
- Gelsen, Jonas (* 2001), deutscher Ruderer
- Gelshorn, Friedrich Anton (1814–1875), katholischer Priester und deutscher Politiker
- Gelshorn, Julia (* 1974), deutsche Kunsthistorikerin
- Gelsi, Celestino (1918–1990), argentinischer Politiker, Gouverneur der Provinz Tucumán
- Gelsinger, Pat (* 1961), US-amerikanischer Manager, Chief Executive Officer (CEO) von VMwarePat Gelsinger (* 1961)

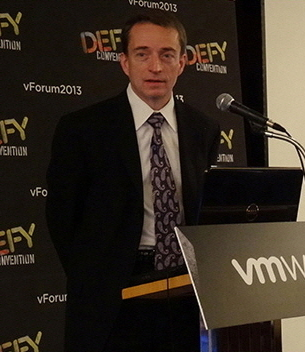
Pat Gelsinger (* 1961)

- Gelso, Matthew Phillip (* 1988), US-amerikanischer Skilangläufer
- Gelsomino, Sergio (* 1986), italienischer Musiker, Komponist, Flötist, Dirigent und Singer-Songwriter
- Gelsthorpe, Loraine (* 1953), britische Kriminologin
- Gelston, David (1744–1828), US-amerikanischer Händler und Politiker

### Gelt
- Geltar, mittelhochdeutscher Dichter von Minneliedern
- Gelting, Paul (1905–1964), dänischer Botaniker
- Geltinger, Gunther (* 1974), deutscher Schriftsteller
- Geltinger, Ulrich, österreichischer Adliger
- Geltner, Guy (* 1974), israelischer Historiker
- Geltz, Filip (1901–1994), rumänischer Politiker und Vertreter rumäniendeutscher Interessen

### Gelu
- Gelu, Victor (1806–1885), französischer Schriftsteller und Liedtexter okzitanischer Sprache
- Geluck, Philippe (* 1954), belgischer Künstler
- Gélugne, Ivan (* 1976), französischer klassischer und Jazzmusiker (Kontrabass)
- Gelūnas, Arūnas (* 1968), litauischer Philosoph, Politiker, Mitglied der Regierung Litauens und litauischer Kultusminister

### Gelz
- Gelz, Andreas (* 1964), deutscher Romanist
- Gelzenleuchter, Bodo (* 1905), deutscher SS-Führer
- Gelzer, Gilgian (* 1951), Schweizer Maler, Zeichner, Fotograf und Kunstpädagoge
- Gelzer, Heinrich (1847–1906), Schweizer klassischer Philologe, Althistoriker und Byzantinist
- Gelzer, Heinrich (1883–1945), Schweizer Romanist
- Gelzer, Ital (1914–1941), deutscher Altphilologe
- Gelzer, Johann Heinrich (1813–1889), Schweizer Historiker
- Gelzer, Matthias (1886–1974), schweizerisch-deutscher Althistoriker
- Gelzer, Michael (1916–1999), Schweizer Diplomat
- Gelzer, Thomas (1926–2010), Schweizer Altphilologe